# Merkury (język programowania)
Mercury – funkcyjny, logiczny język programowania skierowany w stronę tworzenia oprogramowania codziennego użytku. Mercury jest rozwijany na Uniwersytecie w Melbourne pod opieką Zoltána Somogyi’a. Pierwsza wersja została opublikowana 8 kwietnia 1995 roku. Według autora jest to najszybszy język logiczny na świecie.

## Przykłady
Hello world:
```
 :- module hello.
 :- interface.
 :- import_module io.
 :- pred main(io::di, io::uo) is det.

 :- implementation.
 main(!IO) :-
    io.write_string("Hello, World!\n", !IO).

```

Wyliczenie 10. liczby Fibonacciego:
```
 :- module fib.
 :- interface.
 :- import_module io.
 :- pred main(io::di, io::uo) is det.

 :- implementation.
 :- import_module int.

 :-func fib(int) = int.
 fib(N) = (if N =< 2 then 1 else fib(N - 1) + fib(N -2)).

 main(!IO) :-
        io.write_string("fib(10) = ", !IO),
        io.write_int(fib(10), !IO),
        io.nl(!IO).

```